# Krušedol
Krušedol (izvirno srbsko Крушедол) je naselje v Srbiji, ki upravno spada pod Občino Irig; slednja pa je del Sremskega upravnega okraja.
Naselje je bilo ustanovljeno konec 15. stoletja; naselitev je bila povezana s tu ležečim samostanom Krušedolom. Veliko prebivalcev se je tu naselilo v času turških vpadov.